# Cervidellus cervus
Cervidellus cervus är en rundmaskart som först beskrevs av Robert Folger Thorne 1925.  Cervidellus cervus ingår i släktet Cervidellus och familjen Cephalobidae. Inga underarter finns listade i Catalogue of Life.